# Lycaena arionides
Lycaena arionides är en fjärilsart som beskrevs av Otto Staudinger 1887. Lycaena arionides ingår i släktet Lycaena och familjen juvelvingar. Inga underarter finns listade i Catalogue of Life.